# Olympische Sommerspiele 1948/Leichtathletik – Marathon (Männer)

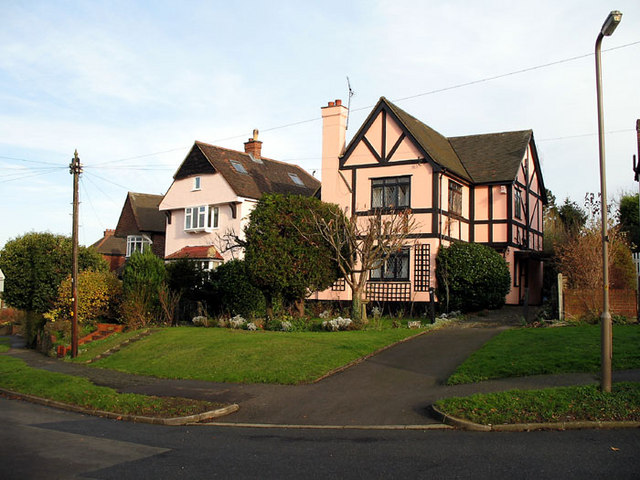
Haus in der Honeypot Lane

Der Marathonlauf der Männer bei den Olympischen Spielen 1948 in London wurde am 7. August 1948 ausgetragen. Start und Ziel war das Wembley-Stadion. 41 Athleten nahmen teil, von denen dreißig ins Ziel kamen.
Olympiasieger wurde der Argentinier Delfo Cabrera vor dem Briten Tom Richards. Bronze gewann Étienne Gailly aus Belgien.

## Bestehende Rekorde/Bestleistungen
Offizielle Rekorde wurden damals in dieser Disziplin außer bei Meisterschaften und Olympischen Spielen aufgrund der unterschiedlichen Streckenbeschaffenheiten nicht geführt.
| Weltbestzeit       | 2:25:39 h   | Bok-Suh Yun ( Südkorea)                                           | Boston, USA                | 19. April 1947 |
| Olympischer Rekord | 2:29:19,2 h | offiziell: Son Kitei ( Japan) eigentlich: Sohn Kee-chung ( Korea) | OS Berlin, Deutsches Reich | 9. August 1936 |

Anmerkung zum olympischen Rekord:
Bei den oben genannten Namen handelt es sich um eine Person. Der Sportler kam aus dem zur Zeit der Olympischen Spiele 1936, bei denen er seinen Rekord aufstellte, von Japan annektierten Korea. Er startete gezwungenermaßen unter dem Namen Son Kitei, obwohl er eigentlich Sohn Kee-chung hieß.
Der bestehende olympische Rekord wurde bei diesen Spielen nicht erreicht. Olympiasieger Delfo Cabrera verfehlte den Rekord um 5:32,4 min.

## Streckenführung
Der Marathonkurs startete im Wembley-Stadion. Nach dem Verlassen des Stadions ging nach Nordwesten. An der A 4088 bog die Strecke nach rechts ab, der Straße folgend bis zur Salmon Street, die nach Nordwesten führte. Die Salmon Street, die im weiteren Verlauf zum Fryant Way wird, durchquert den Fryant Country Park. Weiter Richtung Nordwesten verlief die Route entlang der Honeypot Lane und der Marsh Lane. In Stanmore führte der Weg nach rechts in die London Lane. Über die Spur Road ging es dann auf den Edgware Way nach Edgware. Nach Überquerung der Eisenbahnlinie führte die Strecke anschließend über den Barnet By-Pass nach Norden. Vorbei am Stirling Corner ging es nun links in den Elstree Way. Kurz vor der Eisenbahnlinie führte die Route nach rechts in die Theobald Street Richtung Nordwesten parallel zur Bahnstrecke, die am Tennisclub von Radlett überquert wurde. Danach ging es links in die Watling Street in Richtung Südosten wieder parallel zur Bahnlinie. In Elstree bog die Strecke auf den Edgware Way ein, bis es schließlich nach rechts wieder in die Spur Road und zum Stadion zurück ging.

## Das Rennen

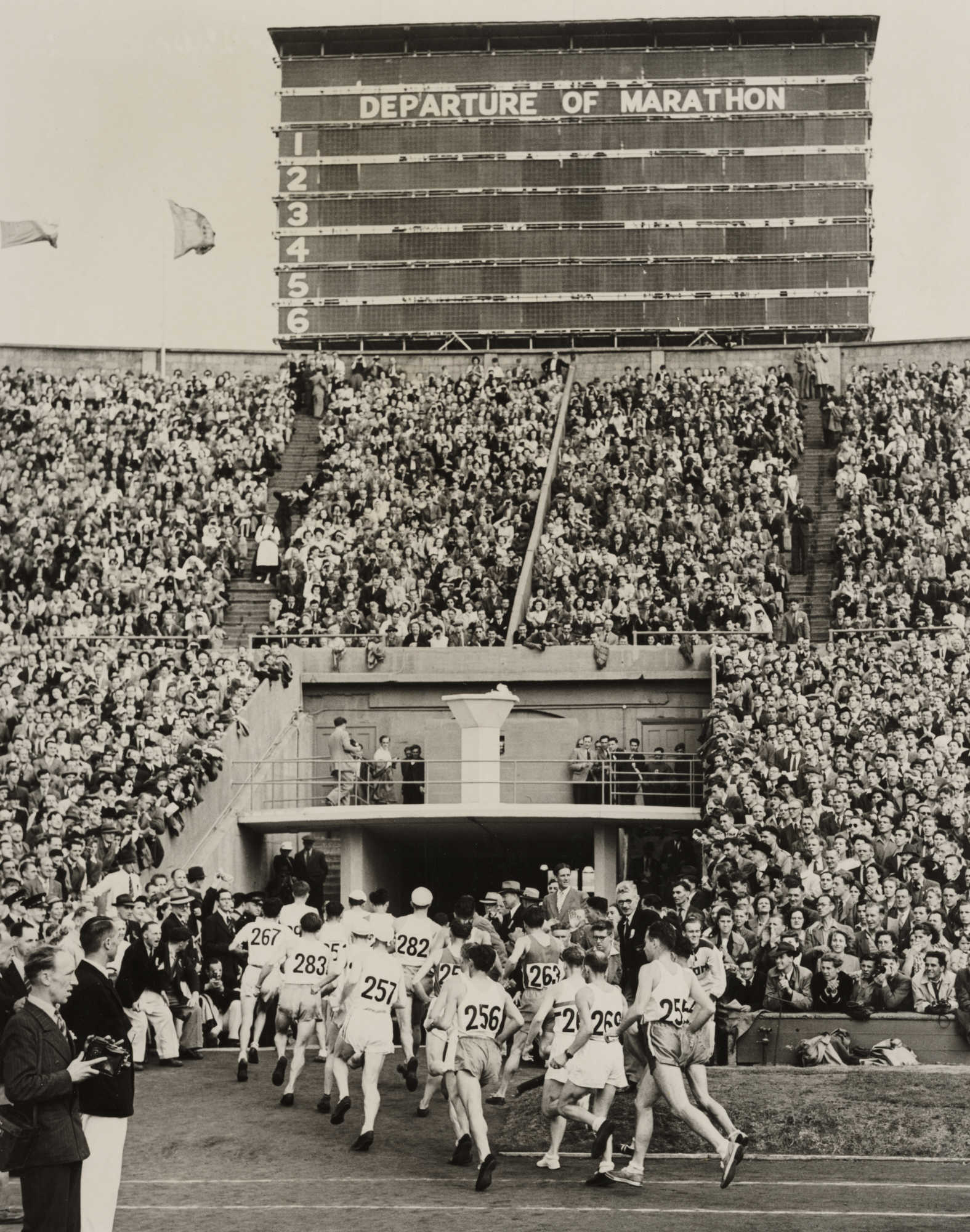
Das Starterfeld beim Verlassen des Stadions

7. August 1948, 15:00 Uhr

## Endergebnis

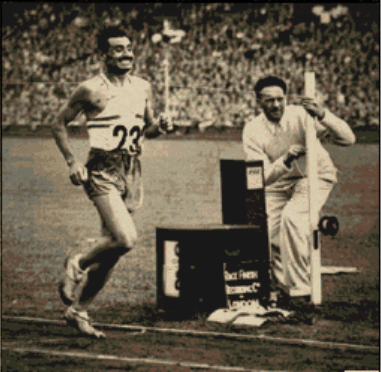
Delfo Cabrera beim Zieleinlauf

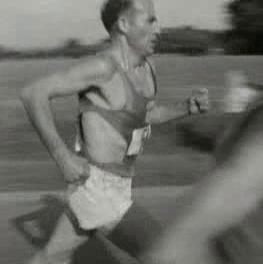
Silbermedaillengewinner Tom Richards (hier im Jahr 1951)

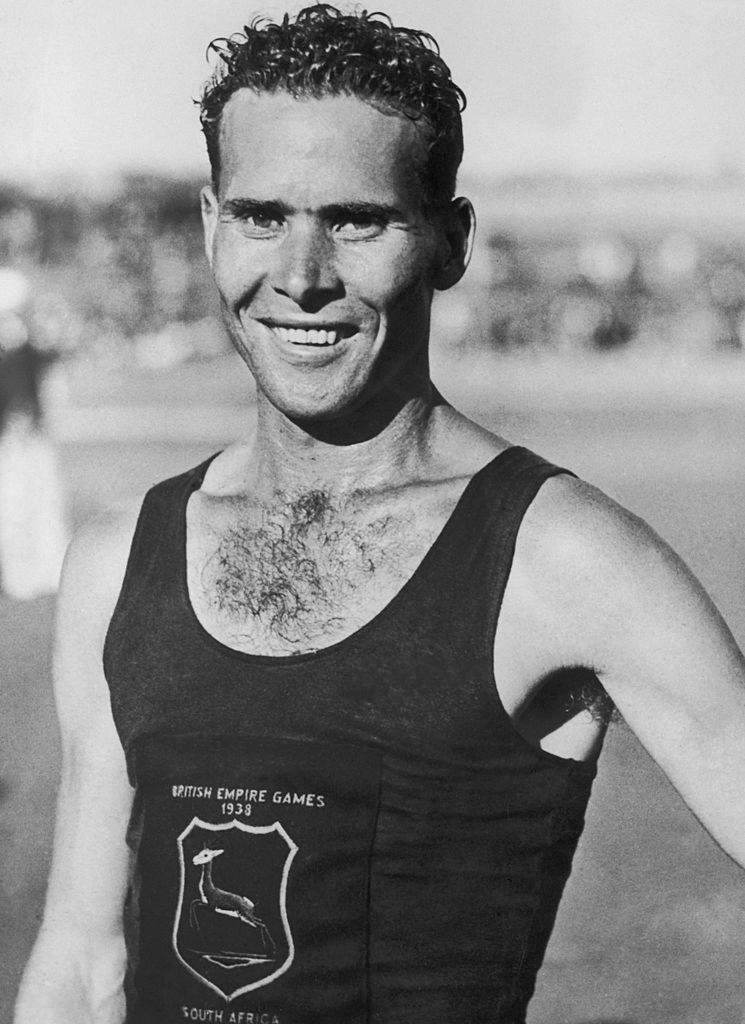
Johannes Coleman belegte Rang vier

| Platz | Name                 | Nation                | Zeit        |
| ----- | -------------------- | --------------------- | ----------- |
| 1     | Delfo Cabrera        | Argentinien           | 2:34:51,6 h |
| 2     | Tom Richards         | Großbritannien        | 2:35:07,6 h |
| 3     | Étienne Gailly       | Belgien               | 2:35:33,6 h |
| 4     | Johannes Coleman     | Südafrikanische Union | 2:36:06,0 h |
| 5     | Eusebio Guiñez       | Argentinien           | 2:36:36,0 h |
| 6     | Syd Luyt             | Südafrikanische Union | 2:38:11,0 h |
| 7     | Gustav Östling       | Schweden              | 2:38:40,6 h |
| 8     | John Systad          | Norwegen              | 2:38:41,0 h |
| 9     | Alberto Sensini      | Argentinien           | 2:39:30,0 h |
| 10    | Henning Larsen       | Dänemark              | 2:41:22,0 h |
| 11    | Viljo Heino          | Finnland              | 2:41:32,0 h |
| 12    | Anders Melin         | Schweden              | 2:42:20,0 h |
| 13    | Jussi Kurikkala      | Finnland              | 2:42:48,0 h |
| 14    | Ted Vogel            | USA                   | 2:45:27,0 h |
| 15    | Enrique Inostroza    | Chile                 | 2:47:48,0 h |
| 16    | Lloyd Evans          | Kanada                | 2:48:07,0 h |
| 17    | Gérard Côté          | Kanada                | 2:48:31,0 h |
| 18    | Stylianos Kyriakides | Griechenland          | 2:49:00,0 h |
| 19    | József Kiss          | Ungarn                | 2:50:20,0 h |
| 20    | Şevki Koru           | Türkei                | 2:51:07,0 h |
| 21    | Johnny Kelley        | USA                   | 2:51:56,0 h |
| 22    | Kaspar Schiesser     | Schweiz               | 2:52:09,0 h |
| 23    | Walter Fedorick      | Kanada                | 2:52:12,0 h |
| 24    | Ollie Manninen       | USA                   | 2:56:49,0 h |
| 25    | Hong Jong-o          | Südkorea              | 2:56:54,0 h |
| 26    | Patrick Mulvihill    | Irland                | 2:57:35,0 h |
| 27    | Suh Yun-bok          | Südkorea              | 2:59:36,0 h |
| 28    | Sven Håkansson       | Schweden              | 3:00:09,0 h |
| 29    | Jakob Jutz           | Schweiz               | 3:03:55,0 h |
| 30    | Stan Jones           | Großbritannien        | 3:09:16,0 h |
| DNF   | Salvatore Costantino | Italien               |             |
| DNF   | Pierre Cousin        | Frankreich            |             |
| DNF   | Hans Frischknecht    | Schweiz               |             |
| DNF   | Mikko Hietanen       | Finnland              |             |
| DNF   | Jack Holden          | Großbritannien        |             |
| DNF   | René Josset          | Frankreich            |             |
| DNF   | Arsène Piesset       | Frankreich            |             |
| DNF   | Athanasios Ragazos   | Griechenland          |             |
| DNF   | Chhota Singh         | Indien                |             |
| DNF   | Lou Wenao            | China                 |             |
| DNF   | Choi Yun-chil        | Südkorea              |             |
| DNS   | Salvatore Costantino | Italien               |             |
| DNS   | Pierre Cousin        | Frankreich            |             |

Nach dem Zweiten Weltkrieg war es schwer, für den Marathonlauf einen Favoriten auszumachen. Die besten Chancen wurden dem Finnen Viljo Heino eingeräumt, der über 10.000 Meter den Weltrekord hielt.
Das Rennen wurde bei trockenen aber bewölkten Witterungsverhältnissen gestartet. Der Belgier Étienne Gailly, der seinen ersten Marathon absolvierte, ging sofort an die Spitze. Bis Kilometer 35 konnte er die Führung behaupten, als er vom Koreaner Choi Yun-chil eingeholt wurde. Gailly konterte den Angriff des Koreaners und lief als Erster ins Stadion. Ältere Zuschauer fühlten sich bei den kommenden Szenen an das Marathondrama von 1908 um den Italiener Dorando Pietri erinnert, welches ebenfalls in London stattgefunden hatte. Der völlig entkräftete Gailly torkelte mehr die Bahn entlang, als dass er lief. Der Argentinier Delfo Cabrera überholte den Belgier und errang die Goldmedaille. Auch der Brite Tom Richards zog am stolpernden Gailly vorbei zur Silbermedaille. Gailly schaffte es gerade noch so über die Ziellinie und brach zusammen. Er hatte die Bronzemedaille gerettet.
Étienne Gailly errang die erste belgische Medaille im Marathonlauf.

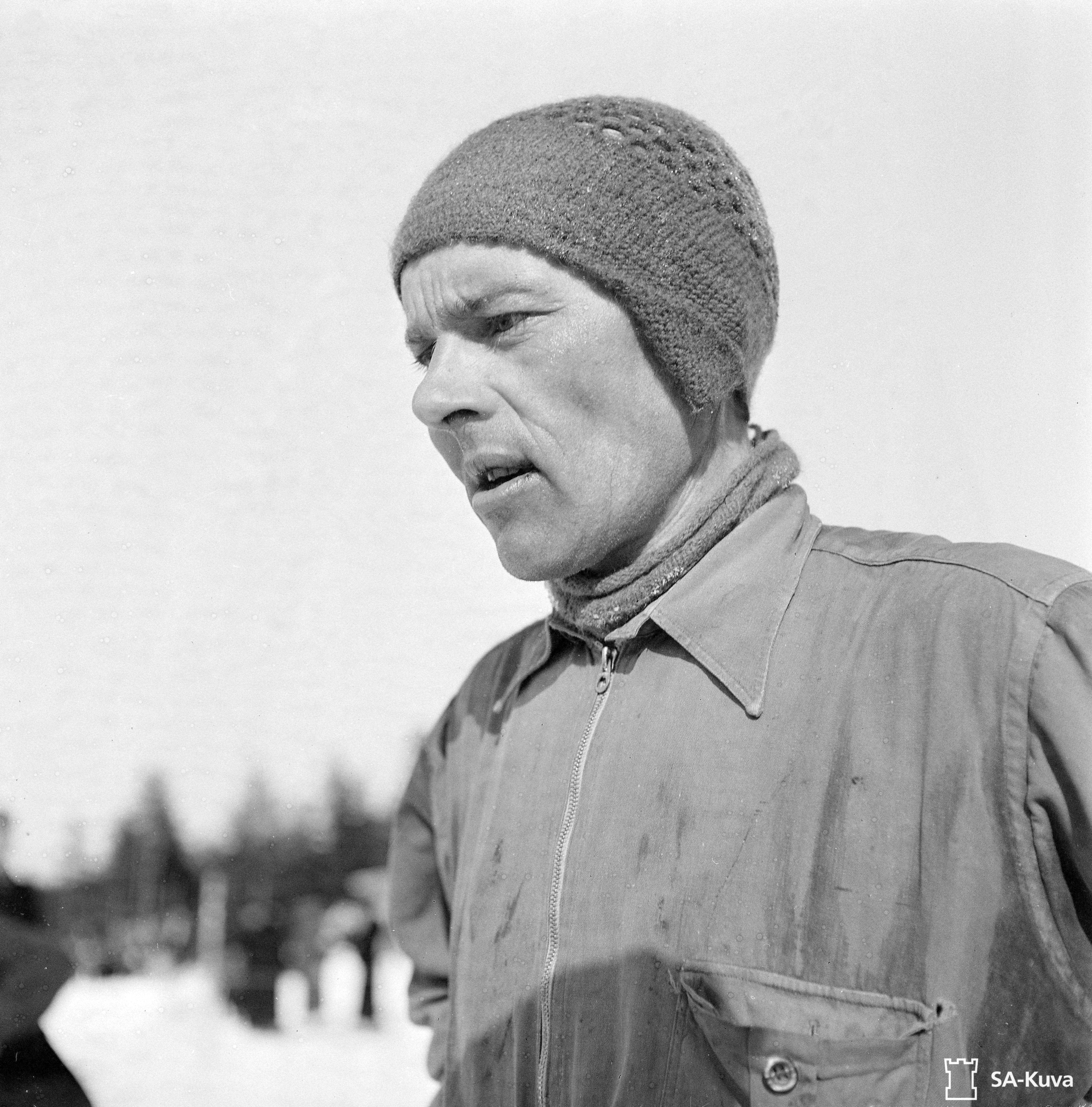
Jussi Kurikkala (hier als Skilangläufer) kam auf den dreizehnten Platz
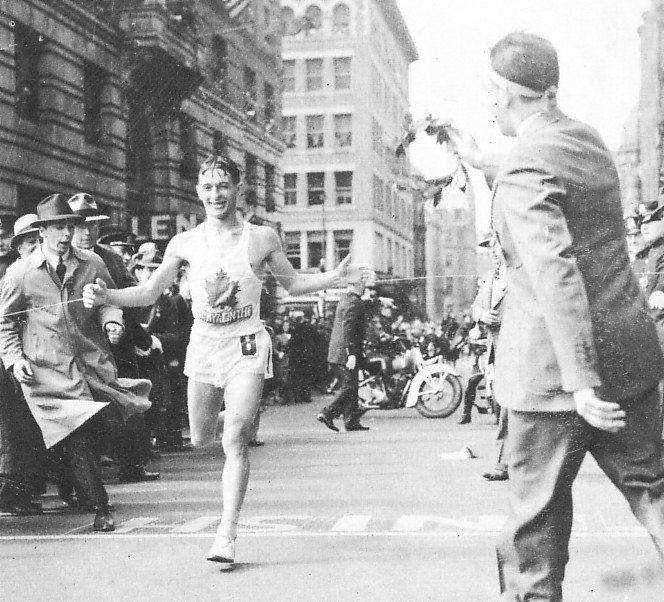
Gérard Côté (Aufnahme von 1940) wurde Siebzehnter

## Videolinks
- London 1948 Olympic Marathon | Marathon Week, youtube.com, abgerufen am 20. August 2017
- The London 1948 Olympic Film Part 4 - Olympic History, Bereich 9:53 min bis 21:31 min, youtube.com, abgerufen am 24. Juli 2021
- Incredible Finish To The Marathon - London 1948 Olympics, youtube.com, abgerufen am 24. Juli 2021